# 21a etapa del Tour de França de 2009
La 21a etapa del Tour de França de 2009 es disputà el diumenge 26 de juliol sobre un recorregut de 164 quilòmetres entre Montereau-Fault-Yonne i París. Mark Cavendish aconseguí la seva 6a victòria d'etapa.

## Desenvolupament de l'etapa

### Esprints intermedis
- 1r esprint intermedi. Avinguda dels Camps Elisis (km 120)

| 1r | Samuel Dumoulin | 6 pts |
| 2n | Fumiyuki Beppu  | 4 pts |
| 3r | Carlos Barredo  | 2 pts |

- 2n esprint intermedi. Avinguda dels Camps Elisis (km 131,5)

| 1r | Carlos Barredo   | 6 pts |
| 2n | Fabian Wegmann   | 4 pts |
| 3r | Alexandre Pichot | 2 pts |

## Classificació de l'etapa
|    | Ciclista           | Equip                 | Temps      |
| -- | ------------------ | --------------------- | ---------- |
| 1  | Mark Cavendish     | Team Columbia-HTC     | 3h 50' 35" |
| 2  | Mark Renshaw       | Team Columbia-HTC     | m. t.      |
| 3  | Tyler Farrar       | Garmin-Slipstream     | m. t.      |
| 4  | Gerald Ciolek      | Team Milram           | m. t.      |
| 5  | Iauhèn Hutaròvitx  | FDJ                   | m. t.      |
| 6  | Thor Hushovd       | Cervélo TestTeam      | m. t.      |
| 7  | José Joaquín Rojas | Caisse d'Epargne      | m. t.      |
| 8  | Marco Bandiera     | Lampre-NGC            | m. t.      |
| 9  | Daniele Bennati    | Liquigas              | m. t.      |
| 10 | William Bonnet     | BBox Bouygues Telecom | m. t.      |

## Classificació general
|    | Ciclista              | Equip             | Temps       |
| -- | --------------------- | ----------------- | ----------- |
| 1  | Alberto Contador      | Team Astana       | 85h 48' 35" |
| 2  | Andy Schleck          | Team Saxo Bank    | + 4' 11"    |
| 3  | Lance Armstrong       | Team Astana       | + 5' 24"    |
| 4  | Bradley Wiggins       | Garmin-Slipstream | + 6' 01"    |
| 5  | Frank Schleck         | Team Saxo Bank    | + 6' 04"    |
| 6  | Andreas Klöden        | Team Astana       | + 6' 42"    |
| 7  | Vincenzo Nibali       | Liquigas          | + 7' 35"    |
| 8  | Christian Vande Velde | Garmin-Slipstream | + 12' 04"   |
| 9  | Roman Kreuziger       | Liquigas          | + 14' 16"   |
| 10 | Christophe Le Mével   | FDJ               | + 14' 25"   |

## Classificacions annexes

### Classificació per punts
| Classificació per punts | Total   |
| ----------------------- | ------- |
| Thor Hushovd            | 280 pts |
| Mark Cavendish          | 270 pts |
| Gerald Ciolek           | 172 pts |

### Classificació de la muntanya
| Classificació de la muntanya | Total   |
| ---------------------------- | ------- |
| Franco Pellizotti            | 210 pts |
| Egoi Martínez                | 135 pts |
| Alberto Contador             | 126 pts |

### Classificació del millor jove
| Classificació del millor jove | Temps       |
| ----------------------------- | ----------- |
| Andy Schleck                  | 85h 52' 46" |
| Vincenzo Nibali               | + 3' 24"    |
| Roman Kreuziger               | + 10' 05"   |

### Classificació per equips
| Classificació per equips | Total        |
| ------------------------ | ------------ |
| Team Astana              | 256h 02' 58" |
| Garmin-Slipstream        | + 22' 35"    |
| Team Saxo Bank           | + 28' 34"    |

### Combativitat
- Fumiyuki Beppu

## Abandonaments
No n'hi hagué cap.